# Johan Fredrik Ström
Johan Fredrik Ström, född 1731, död 2 mars 1781 i Göteborgs domkyrkoförsamling var en svensk grosshandlare, kommerseråd och direktör i Ostindiska kompaniet från 1773. 

## Biografi
Han var son till grosshandlaren Birger Olofsson Ström (1684-1762) och Emerentia Henning (1710-1771), samt gift med Cornelia Åkesson Hall (1716-1778) och styvfar till John Hall (1735-1802) samt brorson till Hans Olofsson (Olof) Ström. Han var bror till kaptenen vid Ostindiska kompaniet Gabriel Ström (1740-1785)som genomförde tre resor till Kina.